# قره‌باغ‌لار (گوی‌چای)
قره‌باغ‌لار (به لاتین: Qarabağlar) یک منطقه مسکونی در جمهوری آذربایجان است که در شهرستان گوی‌چای واقع شده‌است. قره‌باغ‌لار ۹۸۸ نفر جمعیت دارد.